# ELE Rally
De ELE Rally is een autorally die jaarlijks verreden wordt in Zuidoost-Brabant. Son en Breugel fungeert sinds 2019 als start- en finishplaats van de rally, waarvan het parcours zich uitstrekt van de omgeving ten zuidoosten van Helmond tot aan de landelijke omgeving ten noordwesten van Eindhoven. De ELE Rally maakt deel uit van het Open Nederlands rallykampioenschap en verscheidene aan dit kampioenschap verwante competities.

## Geschiedenis
De ELE Rally vindt diens oorsprong in 1963, toen de toenmalige Eindhovense tourrit-organisatie 'De Kempenrijders' een eerste opzet maakte voor wat later zou uitgroeien tot de ELE Rally. Dit ter opvolging van de ter ziele gegane Fakkelrallye. In 1964 werd op initiatief van de VVV's van zowel Eindhoven als Luik onder de naam Eindhoven-Luik-Eindhoven de eerste editie van de kaartleesrit georganiseerd, die de deelnemers van Eindhoven naar Luik leidde, en weer terug. In een later stadium veranderde de wedstrijd van een kaartleesrit naar een snelheidsrally, waarin niet langer in België gereden werd, maar enkel nog in de directe omgeving van Eindhoven. Ter nagedachtenis aan de oorsprong van het evenement, werd de lettercombinatie ELE - een directe verwijzing naar Eindhoven-Luik-Eindhoven - gebruikt als nieuwe naam voor de rally. In de periode 2000-2011 was computerfabrikant en -winkelketen Paradigit naamgevend hoofdsponsor, waardoor de naam Paradigit-ELE Rally gevoerd werd.  
Met uitzondering van 2001, toen in verband met de MKZ-crisis de rally geen doorgang kon vinden, en 2020, toen de coronacrisis de oorzaak van de annulering was, staat de ELE Rally sinds 1964 onafgebroken op de Nederlandse rallykalender. Met 55 verreden edities (peildatum 9 mei 2020) is de rally niet enkel de oudste, maar ook de meest verreden rally uit het Nederlands rallykampioenschap.

## Wedstrijdkarakteristieken

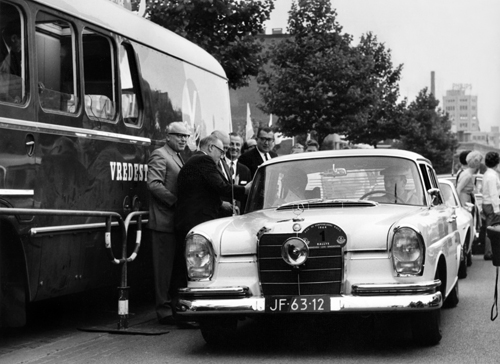
Start van de eerste ELE Rally vanaf het Stationsplein in Eindhoven.

De ELE Rally bestaat doorgaans uit een twintigtal klassementsproeven (KP's), verreden over twee etappes en verdeeld over twee dagen (vrijdag en zaterdag) medio mei-juni. De totale lengte van de rally bedraagt gemiddeld genomen 500 kilometer, waarvan een kleine 200 kilometer op snelheid gereden wordt.
De op snelheid gereden kilometers worden verreden op zogenaamde klassementsproeven; een afgezet parcours waarop de deelnemende rally-equipe tracht om zo snel mogelijk van start naar finish te rijden. De duur hiervan leidt tot een KP-tijd. Alle behaalde KP-tijden bij elkaar opgeteld bepalen de totaaltijd waarop het klassement - al dan niet met toevoeging van straftijd - gebaseerd wordt. De wedstrijdkilometers die niet op snelheid verreden worden, worden verreden tijdens de zogenoemde verbindingsroutes. Verbindingsroutes leiden de deelnemers van en naar de verschillende klassementsproeven van de rally, of naar een zogenoemd serviceterrein; een locatie waar de deelnemers tussen de klassementsproeven door op vooraf bepaalde momenten binnen een tijdslimiet aan hun wedstrijdauto mogen sleutelen. Op verbindingsroutes dienen de deelnemers de gangbare verkeersregels in acht te nemen, waardoor er op dit traject dan ook geen sprake is van tijdswaarneming ten behoeve van het klassement. 
De klassementsproeven van de ELE Rally bevinden zich voornamelijk in de landelijke omgeving van Veldhoven, Helmond en Eindhoven, waarbij naast in de gemeente Helmond, onder meer gereden wordt op locaties in de gemeenten Eersel, Oirschot, Sint-Oedenrode en Asten. Uitzondering hierop vormt klassementsproef Son - ook bekend als 'KP Ekkersrijt' - in de gemeente Son en Breugel, welke volledig over het bedrijventerrein Ekkersrijt uitgezet is. Per editie bestaat ongeveer 85% van het op snelheid af te leggen parcours uit verharde ondergrond en 15% uit onverharde ondergrond. De afsluitende klassementsproeven van zowel de eerste, als de tweede etappe van de rally, vinden plaats in het donker.
De locatie van het serviceterrein bevindt zich in de gemeente Veldhoven, nabij Eindhoven Airport. Het hoofdkwartier van de rally, waar gedurende het wedstrijdweekend onder meer de organisatie van de rally zetelt, is gesitueerd op het terrein van SchippersStop te Veldhoven, waar ook de start- en finishceremonie van de rally plaatsvindt.

## Lijst van winnaars

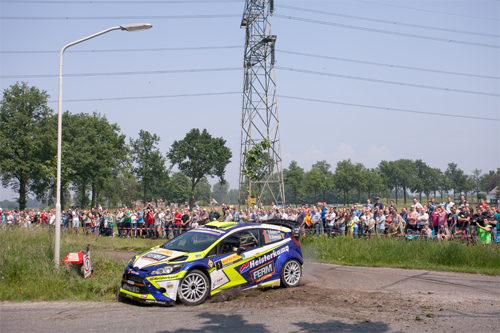
Dennis Kuipers stuurt zijn Ford Fiesta RS WRC door haakse bocht tijdens de 52e ELE Rally

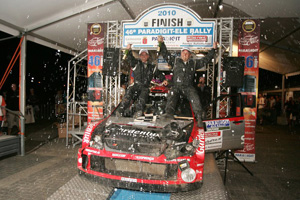
Mark van Eldik en Michel Groenewoud vieren hun overwinning op het finishpodium van de 46e Paradigit-ELE Rally.

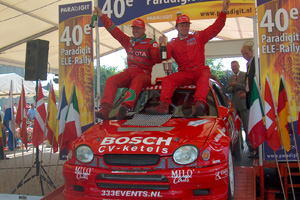
Erik Wevers en Michiel Poel vieren hun overwinning op het finishpodium van de 40e Paradigit-ELE Rally.

| Editie | Jaar | Rijder                                            | Navigator                                         | Auto                                              | Klassement  |
| ------ | ---- | ------------------------------------------------- | ------------------------------------------------- | ------------------------------------------------- | ----------- |
| 56     | 2021 | Bob de Jong                                       | Björn Degandt                                     | Hyundai i20 R5                                    |             |
|        | 2020 | Rally geannuleerd in verband met de coronacrisis. | Rally geannuleerd in verband met de coronacrisis. | Rally geannuleerd in verband met de coronacrisis. |             |
| 55     | 2019 | Jasper van den Heuvel                             | Lisette Bakker                                    | Ford Fiesta R5                                    |             |
| 54     | 2018 | Hermen Kobus                                      | Erik de Wild                                      | Škoda Fabia R5                                    |             |
| 53     | 2017 | Jasper van den Heuvel                             | Lisette Bakker                                    | Mitsubishi Lancer Evo X                           |             |
| 52     | 2016 | Erik van Loon                                     | Harmen Scholtalbers                               | Subaru Impreza S14 WRC 08                         |             |
| 51     | 2015 | Jeroen Swaanen                                    | Sander van Barschot                               | Ford Fiesta RS WRC                                |             |
| 50     | 2014 | Bob de Jong                                       | Kees Hagman                                       | Mitsubishi Lancer WRC 05                          |             |
| 49     | 2013 | Bob de Jong                                       | Björn Degandt                                     | Mitsubishi Lancer WRC 05                          |             |
| 48     | 2012 | Jeroen Swaanen                                    | Robin Buysmans                                    | Ford Focus RS WRC 08                              |             |
| 47     | 2011 | Erik van Loon                                     | Harmen Scholtalbers                               | Ford Focus RS WRC 08                              |             |
| 46     | 2010 | Mark van Eldik                                    | Michel Groenewoud                                 | Mitsubishi Lancer WRC 05                          |             |
| 45     | 2009 | Piet van Hoof                                     | Niels Leermakers                                  | Mitsubishi Lancer Evo IV                          |             |
| 44     | 2008 | Erik Wevers                                       | Jalmar van Weeren                                 | Ford Focus RS WRC 06                              |             |
| 43     | 2007 | Mark van Eldik                                    | Michel Groenewoud                                 | Subaru Impreza S12 WRC 06                         |             |
| 42     | 2006 | Frits van Eerd                                    | Erwin Mombaerts                                   | Toyota Corolla WRC                                |             |
| 41     | 2005 | Erik Wevers                                       | Filip Goddé                                       | Toyota Corolla WRC                                |             |
| 40     | 2004 | Erik Wevers                                       | Michiel Poel                                      | Toyota Corolla WRC                                |             |
| 39     | 2003 | Piet van Hoof                                     | Sander van Hoof                                   | Mitsubishi Lancer Evo IV                          |             |
| 38     | 2002 | Mark Breijer                                      | Hans van Goor                                     | Subaru Impreza S5 WRC 98                          |             |
|        | 2001 | Rally geannuleerd in verband met de MKZ-crisis.   | Rally geannuleerd in verband met de MKZ-crisis.   | Rally geannuleerd in verband met de MKZ-crisis.   |             |
| 37     | 2000 | Rocco Theunissen                                  | Erwin Mombaerts                                   | Toyota Corolla WRC                                |             |
| 36     | 1999 | Rocco Theunissen                                  | Erwin Mombaerts                                   | Toyota Corolla WRC                                |             |
| 35     | 1998 | Eddy van den Hoorn                                | Johan Findhammer                                  | Ford Escort WRC                                   |             |
| 34     | 1997 | Eddy van den Hoorn                                | Johan Findhammer                                  | Ford Escort RS Cosworth                           |             |
| 33     | 1996 | Bert de Jong                                      | Ton Hillen                                        | Ford Escort RS Cosworth                           |             |
| 32     | 1995 | Bert de Jong                                      | Ton Hillen                                        | Ford Escort RS Cosworth                           |             |
| 31     | 1994 | Dieter Depping                                    | Peter Thul                                        | Ford Escort RS Cosworth                           |             |
| 30     | 1993 | Dieter Depping                                    | Peter Thul                                        | Ford Sierra RS Cosworth 4x4                       |             |
| 29     | 1992 | Jan van der Marel                                 | Antoon Reurings                                   | Ford Sierra RS Cosworth 4x4                       |             |
| 28     | 1991 | Jan van der Marel                                 | Anja Lieuwma                                      | Ford Sierra RS Cosworth 4x4                       |             |
| 27     | 1990 | Wim Luijbregts                                    | Ton Hillen                                        | Lancia Delta Integrale                            |             |
| 26     | 1989 | Henk Vossen                                       | André Schoonenwolf                                | Lancia Delta Integrale                            |             |
| 25     | 1988 | John Bosch                                        | Kevin Gormley                                     | BMW M3                                            |             |
| 24     | 1987 | Paul Maaskant                                     | Hans van Beek                                     | Opel Kadett GSI                                   |             |
| 23     | 1986 | John Bosch                                        | Ruud Oosterbaan                                   | Audi quattro A2                                   |             |
| 22     | 1985 | Jan van der Marel                                 | Anja Lieuwma                                      | Opel Manta 400                                    |             |
| 21     | 1984 | Jan van der Marel                                 | Anja Lieuwma                                      | Opel Manta 400                                    |             |
| 20     | 1983 | Jan Bak                                           | Bob Dickhout                                      | Porsche 911 SC                                    |             |
| 19     | 1982 | Henk Vossen                                       | Pie Theunissen                                    | Ford Escort RS 1800                               |             |
| 18     | 1981 | Henk Vossen                                       | Pie Theunissen                                    | Ford Escort RS 1800                               |             |
| 17     | 1980 | Henk Vossen                                       | Pie Theunissen                                    | Ford Escort RS 1800                               |             |
| 16     | 1979 | Henk van der Lee                                  | Reinout Vogt                                      | Opel Kadett GT/E                                  |             |
| 15     | 1978 | Jan van der Marel                                 | Jan Berkhof                                       | Vauxhall Chevette 2300 HS                         |             |
| 14     | 1977 | Gilbert Staepelaere                               | Eric Bessem                                       | Ford Escort RS 1800                               |             |
| 13     | 1976 | Lars Carlsson                                     | Bob de Jong                                       | Opel Kadett GT/E                                  |             |
| 12     | 1975 | Henk van der Lee                                  | Gert Bons                                         | Opel Ascona 1.9 SR                                |             |
| 11     | 1974 | Man Bergsteijn                                    | Stef Thomas                                       | Opel Ascona                                       |             |
| 10     | 1973 | Wim Luijbregts                                    | Kees Luijbregts                                   | DAF 55                                            | sportklasse |
| 10     | 1973 | H. Vermeulen                                      | H. Schouten                                       | Mazda                                             | tourklasse  |
| 9      | 1972 | Jos Baars                                         | Johan Baars                                       | DAF 55                                            | sportklasse |
| 9      | 1972 | P. Eine                                           | W. van Haasteren                                  | Volvo                                             | tourklasse  |
| 8      | 1971 | Bert Dolk                                         | André Jetten                                      | Opel Kadett                                       | sportklasse |
| 8      | 1971 | Th. Wilms                                         | Stef Thomas                                       | DAF                                               | tourklasse  |
| 7      | 1970 | Jos Baars                                         | Hans Baars                                        | DAF 55                                            | sportklasse |
| 7      | 1970 | J. Smeets                                         | P. Smeets                                         | BMW                                               | tourklasse  |
| 6      | 1969 | Ben Claus                                         | André Jetten                                      | Opel                                              | sportklasse |
| 6      | 1969 | L. Fransen                                        | W. Fransen                                        | BMW                                               | tourklasse  |
| 4      | 1969 | Ben Claus                                         | André Jetten                                      | Opel                                              | sportklasse |
| 4      | 1969 | H.J. Voltman                                      | Th. Boersma                                       | Volvo                                             | tourklasse  |
| 4      | 1967 | Ben Claus                                         | André Jetten                                      | Volvo                                             | sportklasse |
| 4      | 1967 | L.A.B. van der Rest                               | C.A. van Hees                                     | NSU                                               | tourklasse  |
| 3      | 1966 | S. Heijndijk                                      | J. Bruin                                          | Hillman                                           | sportklasse |
| 3      | 1966 | J. Stork                                          | P. de Boer                                        | Saab                                              | tourklasse  |
| 2      | 1965 | H. Kuijken                                        | Chr. Pennings                                     | DKW                                               | sportklasse |
| 2      | 1965 | R. Jonkers                                        | A. Kersten                                        | Mercedes                                          | tourklasse  |
| 1      | 1964 | P. de Schutter                                    | J. Horbach                                        | DKW                                               | sportklasse |
| 1      | 1964 | R. van der Wel                                    | J. Oellers                                        | Volkswagen                                        | tourklasse  |